# Taubensee (Ramsauer Ache)
Der Taubensee ist ein kleiner als Naturdenkmal und bedeutendes Geotop ausgewiesener Karstsee in der Gemeinde Ramsau bei Berchtesgaden. Er ist namensgebend für die Gnotschaft Taubensee.

## Geographie
Der See liegt auf einer Höhe von 873 m in der gleichnamigen Ramsauer Gnotschaft Taubensee, etwa einem Kilometer nordöstlich des Passes Schwarzbachwacht (Wachterl), der Wasserscheide zur Saalach, in den Berchtesgadener Alpen, zwischen Reiter Alm und Lattengebirge. Er liegt 70 Meter südlich der B 305, die hier ein Teil der Deutschen Alpenstraße ist (lokaler Straßenname Alpenstraße). Im Süden führt die Alte Reichenhaller Straße (Kreisstraße BGL 14) am See vorbei. Der See ist von den Straßen nur punktuell einsehbar, da er von altem Baumbestand umgeben ist.
Der Taubensee ist ein Endmoränensee der Würm-Moräne. Er ist 230 Meter lang (Nord-Süd) und bis zu 150 Meter breit. Seine Fläche beträgt knapp drei Hektar. In den Randbereichen ist er versumpft und durch torfiges Lockergestein gekennzeichnet. Der See wird durch unterirdische Quellen am Seegrund gespeist; sein Wasserspiegel schwankt stark. Der Taubensee entwässert im Südosten über den Egelgraben und den Lattenbach zur Ramsauer Ache. Der See und besonders seine weitläufige Verlandungszone ist ein Rückzugsgebiet für bedrohte Tier- und Pflanzenarten. Der Taubensee ist vom Bayerischen Landesamt für Umwelt als bedeutendes Geotop und Naturdenkmal ausgewiesen. Er ist fast durchwegs von einem Zaun umgeben und befindet sich in Privateigentum. 
Um den See führt ein Wanderweg, auf der Ostseite deutlich vom See entfernt; im Süden des Sees gibt es einen erhöhten Aussichtspunkt mit Ruhebänken im Norden einen Holzsteg nach Art einer kleinen Seebrücke. Ein direkter Zugang zum Ufer ist nicht möglich. Die Ramsauer Wanderbuslinie weist mehrere Haltestellen in der Nähe auf. Einen Parkplatz gibt es am Wachterl.

## Rezeption
Der Taubensee mit dem Blaueisgletscher im Hintergrund ist Motiv der Landschaftsmalerei, am prominentesten ist wohl Ferdinand Georg Waldmüllers Taubensee aus dem Jahr 1837.